# رایسا لیال
رایسا لیال (انگلیسی: Rayssa Leal؛ زادهٔ ۴ ژانویهٔ ۲۰۰۸)  اسکیت‌بردباز اهل برزیل است.
وی در مسابقات کشوری و بین‌المللی در مجموع برندهٔ ۱ مدال نقره شده‌است.